# Priscilla (Vorname)
Priscilla ist ein weiblicher Vorname.

## Herkunft und Bedeutung
Der Vorname Priscilla ist eine Koseform des Vornamens Prisca, der weiblichen Form des lateinischen Namens Priscus, und bedeutet damit „Die Altehrwürdige“.

## Verbreitung
Der Name wird in Deutschland seit 1930 regelmäßig vergeben, jedoch ist er nur mäßig beliebt. In den letzten 10 Jahren wurden etwa 110 Mädchen so genannt. In der Schweiz kommt der Name seit den frühen 1950er Jahren jährlich in der Namensgebung vor. Von 1930 bis 2023 wurde er rund 780 Mal vergeben. In Österreich ist der Name seit 1984 in den Hitlisten anzutreffen. Bis zur kurz nach der Jahrtausendwende wurde er recht regelmäßig vergeben, seit 10 Jahren nur noch sporadisch.
In Frankreich befand sich der Name von Mitte der 1970er bis Mitte der 2000er Jahre in den Top-500. In den 1980er Jahren gehörte er zu den beliebten Vornamen und hatte sich in den Top-100 etabliert. Im Jahr 1985 belegte er seinen besten Platz mit Rang 75. Priscilla wurde in Belgien von Mitte der 1990er bis Mitte der 2000er Jahre regelmäßig vergeben, danach aber nur noch sporadisch. Der Name wird in den Niederlanden seit 1930 fast jedes Jahr bei der Namenswahl berücksichtigt. Von 1982 bis 1995 lag der Name durchgehend in den Top-100, die beste Platzierung erzielte er im Jahr 1984 mit Rang 35. Im Jahr 2009 belegte er Rang 432.
Priscilla ist in den nordischen Ländern Dänemark, Norwegen und Schweden mäßig beliebt.
In England und Wales kommt der Name seit 1996 hin und wieder in den Top-1000 der Hitlisten vor. Der Vorname taucht in Schottland seit 1974 immer wieder in den Hitlisten auf, jedoch wird er nicht häufig vergeben. In Irland befindet sich der Name seit 1964 alljährlich in den Vornamenscharts, er ist aber nur mäßig beliebt. Seine Vergabe ist auch in Polen und Nordirland nachgewiesen.
Der Name Priscilla wird in den USA seit 1880 jährlich bei der Namenswahl berücksichtigt. Von Ende der 1930er bis Anfang der 1950er Jahre und von Anfang der 1980er bis Mitte der 1990er Jahre befand er sich in den Top-200, danach ließ seine Popularität nach. Der Name kommt in Kanada seit 1980 jedes Jahr in den Hitlisten vor. Seitdem wurde er circa 2.200 Mal gewählt.

## Namenstag
Die Namenstage von Priscilla sind der 16. Januar und der 8. Juli.

## Bekannte Namensträgerinnen
- Priszilla und Aquila, biblische Missionarin
- Prisca von Rom (auch Priscilla), legendäre christliche Märtyrerin und Heilige

Neuzeit
- Priscilla Ahn (* 1984), US-amerikanische Sängerin und Songwriterin
- Priscilla Alden (* um 1602; † um 1684), Siedlerin der Pilgerväter
- Priscilla Barnes (* 1954), US-amerikanische Schauspielerin
- Priscilla Barrett (* 1944), südafrikanisch-britische Wildtier-Illustratorin
- Priscilla Betti (* 1989), französische Sängerin
- Priscilla Susan Bury (1799–1872), britische botanische Illustratorin
- Priscilla Buxton (1808–1852), britische Abolitionistin
- Priscilla Carnaval (* 1993), brasilianische Radrennfahrerin
- Priscilla Chan (* 1985), US-amerikanische Kinderärztin und Mäzenin, Ehefrau von Mark Zuckerberg
- Priscilla Coolidge (1940/1941–2014), US-amerikanische Pop-Musikerin indianischer Abstammung (Cherokee)
- Priscilla Faia (* 1985), kanadische Schauspielerin
- Priscilla Frederick (* 1989), antiguanische Hochspringerin
- Priscilla Gneto (* 1991), französische Judoka
- Priscilla Hon (* 1998), australische Tennisspielerin
- Priscilla Jana (1943–2020), südafrikanische Menschenrechtsanwältin indischer Herkunft
- Priscilla Lane (1915–1995), US-amerikanische Schauspielerin
- Priscilla Lawson (1914–1958), US-amerikanische Schauspielerin
- Priscilla Lopes-Schliep (* 1982), kanadische Hürdenläuferin
- Priscilla Morgan (* 1934), britische Schauspielerin
- Priscilla Nedd-Friendly (* 1955), US-amerikanische Filmeditorin
- Priscilla Pani (* vor 1990), italienische Teilchenphysikerin
- Priscilla Paris (1941–2004), US-amerikanische Sängerin
- Priscilla Hannah Peckover (1833–1931), britische Friedensaktivistin
- Priscila Pérez (* 1992), mexikanische Fußballschiedsrichterin
- Priscilla Pointer (1924–2025), US-amerikanische Schauspielerin
- Priscilla Presley (* 1945), Frau von Elvis Presley
- Priscilla Ann Siebert (1917–2020), in Deutschland lebende britische Malerin und Grafikerin
- Priscilla Wakefield (1751–1832), britische Feministin
- Priscilla Welch (* 1944), britische Marathonläuferin
- Priscilla White (1900–1989), US-amerikanische Diabetologin